# Meteor (Praag)
Meteor is een historisch merk van motorfietsen.
De bedrijfsnaam was: Vyroba Motocyklu František Radvan, Praha.
Meteor was een Tsjechisch merk dat al in 1909 was opgericht maar pas vanaf 1912 211cc-hulpmotoren voor fietsen produceerde. Daarnaast bouwde men motorfietsen met 147- en 169cc-kamzuiger-tweetakten. Vanaf 1924 werden er modellen met 174- en 198cc-DKW-tweetaktmotoren gebouwd die onder de naam Radvan verkocht werden. In 1926 werd de productie beëindigd.